# Communauté de communes Somme Sud-Ouest
La Communauté de communes Somme Sud-Ouest (CC2SO) est une communauté de communes française, située dans le département de la Somme.
Elle a été constituée, le 1er janvier 2017, par la fusion de trois anciennes intercommunalités.

## Historique
Dans le cadre des dispositions de la loi portant nouvelle organisation territoriale de la République du 7 août 2015, qui prévoit que les établissements publics de coopération intercommunale (EPCI) à fiscalité propre doivent avoir un minimum de 15 000 habitants, la préfète de la Somme propose en octobre 2015 un projet de nouveau schéma départemental de coopération intercommunale (SDCI) qui prévoit la réduction de 28 à 16 du nombre des intercommunalités à fiscalité propre du Département. Ce projet prévoit la « fusion des communautés de communes du Sud Ouest Amiénois, du Contynois et de la région d’Oisemont  », le nouvel ensemble de 37 412 habitants regroupant 120 communes,. À la suite de l'avis favorable de la commission départementale de coopération intercommunale en janvier 2016, la préfecture a sollicité l'avis formel des conseils municipaux et communautaires concernés, ce qui a abouti à la création, le 1er janvier 2017, de la nouvelle intercommunalité.
La commune d'Allery (805 hab), initialement membre de la communauté de communes de la Région d'Hallencourt s'est retrouvée intégrée contre son gré dans la communauté d'agglomération Baie de Somme à la suite de la fusion d'intercommunalités intervenue le 1er janvier 2017. Elle a obtenu de rejoindre le 1er janvier 2018 la CC2SO dont elle constitue désormais la 121e commune,,.
Le nombre de communes regroupées a été réduit en 2019 à 119, compte-tenu de la création de la commune nouvelle d'Ô-de-Selle qui fédère les anciennes communes de Lœuilly, Neuville-lès-Lœuilly et Tilloy-lès-Conty, devenues ses communes déléguées.

## Territoire communautaire

### Géographie
La communauté créée regroupe les communes des trois anciennes communautés, réparties sur les cinq anciens cantons d'Oisemont, de Conty, d'Hornoy-le-Bourg, de Poix-de-Picardie et de Molliens-Dreuil. Son territoire majoritairement rural, s'étend sur 70 km le long d'un axe orienté Sud-est / Nord-ouest. Il est polarisé par des bourgs de mille à 2 400 habitants.
S'y est ajouté Allery en 2018. 
Avec ses 900 km², ses 119 communes et ses 39 000 habitants, la CC2SO est la plus grande Communauté de communes des Hauts-de-France et l’une des dix plus grandes de France,.

### Composition
La communauté de communes est composée des 119 communes suivantes :

| Nom                        | Code Insee | Gentilé        | Superficie (km2) | Population (dernière pop. légale) | Densité (hab./km2) |
| -------------------------- | ---------- | -------------- | ---------------- | --------------------------------- | ------------------ |
| Poix-de-Picardie (siège)   | 80630      | Poyais         | 11,66            | 2 293 (2022)                      | 197                |
| Airaines                   | 80013      | Airainois      | 24,88            | 2 227 (2022)                      | 90                 |
| Allery                     | 80019      | Allérois       | 13,07            | 826 (2022)                        | 63                 |
| Andainville                | 80022      | Andainvillois  | 8,35             | 244 (2022)                        | 29                 |
| Arguel                     | 80026      | Arguelois      | 2,54             | 32 (2022)                         | 13                 |
| Aumâtre                    | 80040      | Aumatrois      | 5,57             | 171 (2022)                        | 31                 |
| Aumont                     | 80041      | Aumontois      | 3,31             | 128 (2022)                        | 39                 |
| Avelesges                  | 80046      | Avelesgeois    | 4,87             | 51 (2022)                         | 10                 |
| Avesnes-Chaussoy           | 80048      |                | 6,12             | 66 (2022)                         | 11                 |
| Bacouel-sur-Selle          | 80050      | Bacouellois    | 6,24             | 466 (2022)                        | 75                 |
| Beaucamps-le-Jeune         | 80061      | Beaucampois    | 6,72             | 193 (2022)                        | 29                 |
| Beaucamps-le-Vieux         | 80062      | Beaucampois    | 5,02             | 1 421 (2022)                      | 283                |
| Belleuse                   | 80079      | Belleusiens    | 7,8              | 299 (2022)                        | 38                 |
| Belloy-Saint-Léonard       | 80081      | Belloysiens    | 6,55             | 84 (2022)                         | 13                 |
| Bergicourt                 | 80083      | Bergicourtois  | 6,85             | 143 (2022)                        | 21                 |
| Bermesnil                  | 80084      | Bermesnilois   | 4,1              | 201 (2022)                        | 49                 |
| Bettembos                  | 80098      |                | 4,16             | 96 (2022)                         | 23                 |
| Blangy-sous-Poix           | 80106      |                | 8,01             | 165 (2022)                        | 21                 |
| Bosquel                    | 80114      |                | 9,48             | 346 (2022)                        | 36                 |
| Bougainville               | 80119      | Bougainvillais | 10,21            | 395 (2022)                        | 39                 |
| Brassy                     | 80134      |                | 2,41             | 82 (2022)                         | 34                 |
| Briquemesnil-Floxicourt    | 80142      |                | 7,35             | 342 (2022)                        | 47                 |
| Brocourt                   | 80143      | Brocourtois    | 2,41             | 108 (2022)                        | 45                 |
| Bussy-lès-Poix             | 80157      | Bussiens       | 4,4              | 92 (2022)                         | 21                 |
| Camps-en-Amiénois          | 80165      |                | 4,54             | 183 (2022)                        | 40                 |
| Cannessières               | 80169      | Cannessierois  | 3,75             | 61 (2022)                         | 16                 |
| Caulières                  | 80179      | Caulièrois     | 5,41             | 218 (2022)                        | 40                 |
| Cerisy-Buleux              | 80183      | Cerysiens      | 5,6              | 277 (2022)                        | 49                 |
| Contre                     | 80210      |                | 9,75             | 146 (2022)                        | 15                 |
| Conty                      | 80211      | Contynois      | 23,72            | 1 709 (2022)                      | 72                 |
| Courcelles-sous-Moyencourt | 80218      |                | 6,78             | 158 (2022)                        | 23                 |
| Courcelles-sous-Thoix      | 80219      |                | 4,37             | 66 (2022)                         | 15                 |
| Croixrault                 | 80227      |                | 8,96             | 457 (2022)                        | 51                 |
| Dromesnil                  | 80259      |                | 5,38             | 83 (2022)                         | 15                 |
| Épaumesnil                 | 80269      |                | 4,74             | 107 (2022)                        | 23                 |
| Éplessier                  | 80273      | Éplessierois   | 14,09            | 342 (2022)                        | 24                 |
| Équennes-Éramecourt        | 80276      | Équenois       | 9,08             | 280 (2022)                        | 31                 |
| Essertaux                  | 80285      |                | 6,6              | 270 (2022)                        | 41                 |
| Étréjust                   | 80297      |                | 3,78             | 41 (2022)                         | 11                 |
| Famechon                   | 80301      |                | 4,84             | 277 (2022)                        | 57                 |
| Fleury                     | 80317      |                | 9,42             | 204 (2022)                        | 22                 |
| Fluy                       | 80319      | Fluyens        | 6,38             | 320 (2022)                        | 50                 |
| Fontaine-le-Sec            | 80324      |                | 7,44             | 142 (2022)                        | 19                 |
| Forceville-en-Vimeu        | 80330      | Forcevillois   | 2,97             | 231 (2022)                        | 78                 |
| Fossemanant                | 80334      |                | 2,7              | 101 (2022)                        | 37                 |
| Foucaucourt-Hors-Nesle     | 80336      | Foucaucourtois | 2,94             | 79 (2022)                         | 27                 |
| Fourcigny                  | 80340      |                | 4,55             | 191 (2022)                        | 42                 |
| Framicourt                 | 80343      | Framicourtois  | 5,02             | 157 (2022)                        | 31                 |
| Frémontiers                | 80352      | Frémontois     | 12,89            | 166 (2022)                        | 13                 |
| Fresnes-Tilloloy           | 80354      |                | 3,52             | 211 (2022)                        | 60                 |
| Fresneville                | 80355      | Fresnevillois  | 3,4              | 103 (2022)                        | 30                 |
| Fresnoy-Andainville        | 80356      |                | 3,96             | 94 (2022)                         | 24                 |
| Fresnoy-au-Val             | 80357      |                | 8,07             | 227 (2022)                        | 28                 |
| Frettecuisse               | 80361      |                | 5,27             | 70 (2022)                         | 13                 |
| Fricamps                   | 80365      |                | 5,55             | 179 (2022)                        | 32                 |
| Gauville                   | 80375      | Gauvillois     | 7,32             | 332 (2022)                        | 45                 |
| Guizancourt                | 80402      |                | 5,94             | 121 (2022)                        | 20                 |
| Hescamps                   | 80436      | Hescampois     | 34,56            | 523 (2022)                        | 15                 |
| Heucourt-Croquoison        | 80437      | Heucourtois    | 5                | 107 (2022)                        | 21                 |
| Hornoy-le-Bourg            | 80443      | Hornoyens      | 51,23            | 1 641 (2022)                      | 32                 |
| Inval-Boiron               | 80450      |                | 3,32             | 120 (2022)                        | 36                 |
| Lachapelle                 | 80455      |                | 2,51             | 89 (2022)                         | 35                 |
| Lafresguimont-Saint-Martin | 80456      |                | 26,54            | 556 (2022)                        | 21                 |
| Laleu                      | 80459      |                | 1,56             | 100 (2022)                        | 64                 |
| Lamaronde                  | 80460      | Marondins      | 2,55             | 56 (2022)                         | 22                 |
| Lignières-Châtelain        | 80479      | Lignérois      | 6,54             | 344 (2022)                        | 53                 |
| Lignières-en-Vimeu         | 80480      |                | 3,29             | 112 (2022)                        | 34                 |
| Liomer                     | 80484      | Liomerois      | 3,89             | 385 (2022)                        | 99                 |
| Marlers                    | 80515      |                | 3,93             | 148 (2022)                        | 38                 |
| Le Mazis                   | 80522      |                | 3,8              | 108 (2022)                        | 28                 |
| Meigneux                   | 80525      |                | 3,97             | 179 (2022)                        | 45                 |
| Méréaucourt                | 80528      |                | 3,04             | 9 (2022)                          | 3                  |
| Méricourt-en-Vimeu         | 80531      |                | 3,31             | 104 (2022)                        | 31                 |
| Métigny                    | 80543      |                | 6,68             | 120 (2022)                        | 18                 |
| Molliens-Dreuil            | 80554      |                | 22,8             | 924 (2022)                        | 41                 |
| Monsures                   | 80558      | Monsurois      | 8,98             | 217 (2022)                        | 24                 |
| Montagne-Fayel             | 80559      |                | 6,93             | 145 (2022)                        | 21                 |
| Morvillers-Saint-Saturnin  | 80573      |                | 12,78            | 376 (2022)                        | 29                 |
| Mouflières                 | 80575      |                | 2,76             | 73 (2022)                         | 26                 |
| Moyencourt-lès-Poix        | 80577      | Moyencourtois  | 10,45            | 165 (2022)                        | 16                 |
| Namps-Maisnil              | 80582      | Nampsois       | 21,96            | 1 014 (2022)                      | 46                 |
| Nampty                     | 80583      | Namptéens      | 5,21             | 281 (2022)                        | 54                 |
| Nesle-l'Hôpital            | 80586      | Neslois        | 4,8              | 172 (2022)                        | 36                 |
| Neslette                   | 80587      |                | 2,07             | 89 (2022)                         | 43                 |
| Neuville-au-Bois           | 80591      |                | 2,93             | 146 (2022)                        | 50                 |
| Neuville-Coppegueule       | 80592      | Neuvillois     | 8,66             | 511 (2022)                        | 59                 |
| Ô-de-Selle                 | 80485      |                | 26,72            | 1 153 (2022)                      | 43                 |
| Offignies                  | 80604      |                | 4,47             | 86 (2022)                         | 19                 |
| Oisemont                   | 80606      | Oisemontais    | 8,04             | 1 134 (2022)                      | 141                |
| Oissy                      | 80607      |                | 5,52             | 207 (2022)                        | 38                 |
| Oresmaux                   | 80611      |                | 11,03            | 978 (2022)                        | 89                 |
| Plachy-Buyon               | 80627      | Plachyssois    | 10,13            | 863 (2022)                        | 85                 |
| Prouzel                    | 80643      | Prouzellois    | 5,19             | 571 (2022)                        | 110                |
| Le Quesne                  | 80651      | Quesnois       | 1,43             | 243 (2022)                        | 170                |
| Quesnoy-sur-Airaines       | 80655      |                | 16,14            | 421 (2022)                        | 26                 |
| Quevauvillers              | 80656      | Quevauvillois  | 8,82             | 1 106 (2022)                      | 125                |
| Rambures                   | 80663      | Ramburois      | 9,9              | 374 (2022)                        | 38                 |
| Riencourt                  | 80673      |                | 10,16            | 183 (2022)                        | 18                 |
| Saint-Aubin-Montenoy       | 80698      |                | 10,41            | 217 (2022)                        | 21                 |
| Saint-Aubin-Rivière        | 80699      |                | 3,08             | 116 (2022)                        | 38                 |
| Saint-Germain-sur-Bresle   | 80703      |                | 8,69             | 219 (2022)                        | 25                 |
| Saint-Léger-sur-Bresle     | 80707      |                | 1,09             | 78 (2022)                         | 72                 |
| Saint-Maulvis              | 80709      |                | 6,21             | 280 (2022)                        | 45                 |
| Sainte-Segrée              | 80719      |                | 2,27             | 48 (2022)                         | 21                 |
| Saulchoy-sous-Poix         | 80728      |                | 3,72             | 79 (2022)                         | 21                 |
| Senarpont                  | 80732      | Senarpontais   | 7                | 629 (2022)                        | 90                 |
| Sentelie                   | 80734      |                | 5,53             | 212 (2022)                        | 38                 |
| Tailly                     | 80744      |                | 4,05             | 57 (2022)                         | 14                 |
| Thieulloy-l'Abbaye         | 80754      |                | 14,66            | 382 (2022)                        | 26                 |
| Thieulloy-la-Ville         | 80755      |                | 3,28             | 140 (2022)                        | 43                 |
| Thoix                      | 80757      | Théoduliens    | 11,12            | 146 (2022)                        | 13                 |
| Le Translay                | 80767      |                | 5,61             | 234 (2022)                        | 42                 |
| Velennes                   | 80786      |                | 3,96             | 141 (2022)                        | 36                 |
| Vergies                    | 80788      |                | 8                | 178 (2022)                        | 22                 |
| Villeroy                   | 80796      |                | 6,02             | 175 (2022)                        | 29                 |
| Villers-Campsart           | 80800      |                | 4,45             | 138 (2022)                        | 31                 |
| Vraignes-lès-Hornoy        | 80813      |                | 5,65             | 95 (2022)                         | 17                 |
| Warlus                     | 80821      | Warlusiens     | 8,12             | 227 (2022)                        | 28                 |
| Woirel                     | 80828      | Woirelois      | 1,85             | 47 (2022)                         | 25                 |

### Démographie
| 1968   | 1975   | 1982   | 1990   | 1999   | 2010   | 2015   | 2021   |
| ------ | ------ | ------ | ------ | ------ | ------ | ------ | ------ |
| 34 348 | 34 255 | 35 023 | 35 286 | 35 902 | 38 226 | 38 630 | 38 230 |

## Administration

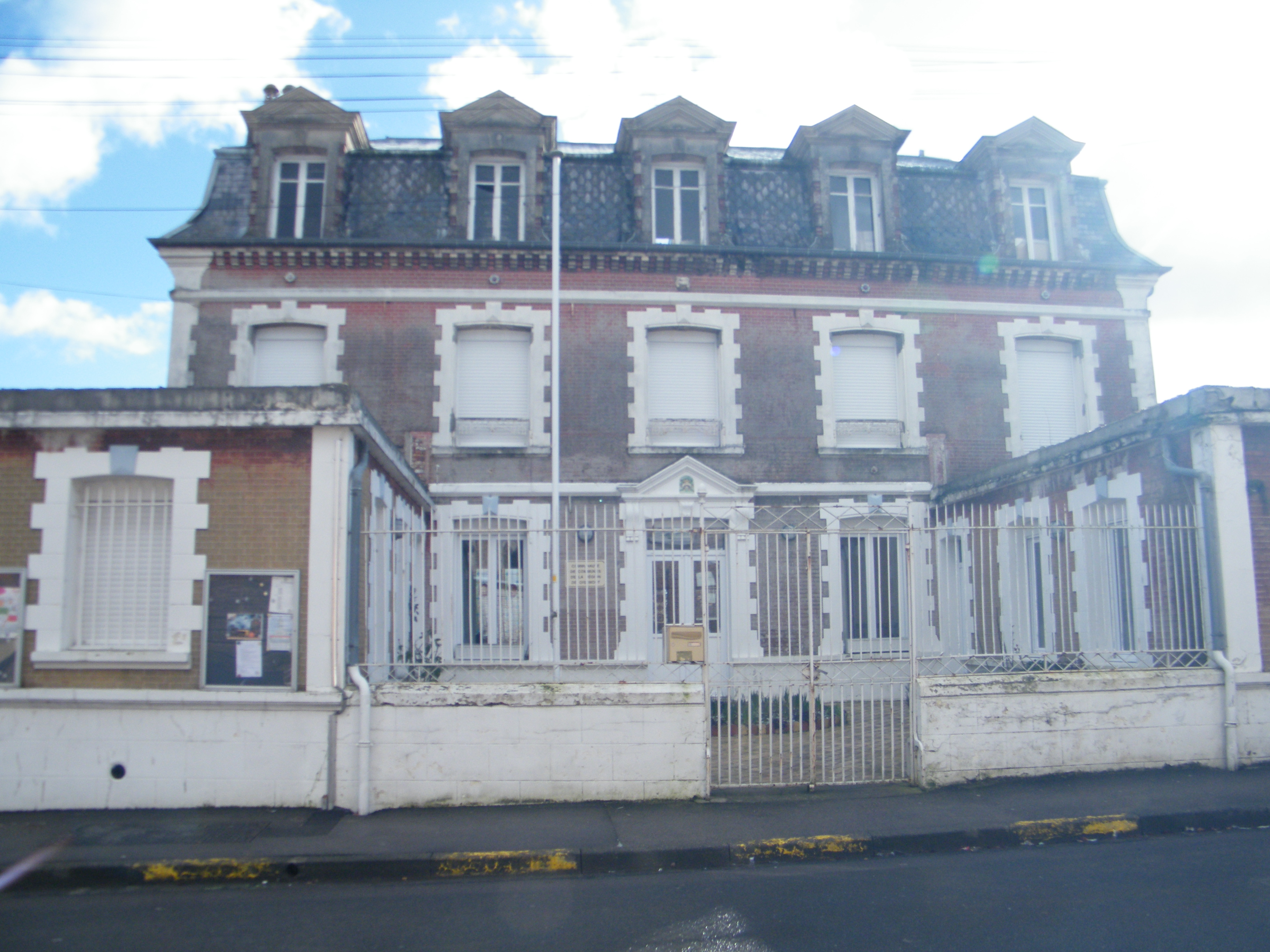
L'ancien siège de la CCRO à Oisemont, devenu annexe de la CC2SO.

### Siège
La communauté a son siège à Poix-de-Picardie, 16 bis route d'Aumale.

### Élus
La communauté est administrée par son Conseil communautaire, composé à compter des élections municipales de 2020 dans la Somme de 147 élus des conseils municipaux représentant chacune des communes membres en proportion de leur population, répartis comme suit : 

- 6 délégués pour Airaines, Poix-de-Picardie ;

- 4 délégués pour Conty et Hornoy-le-Bourg ;

- 3 délégués pour Beaucamps-le-Vieux, Ô-de-Selle et Oisemont ;

- 2 délégués pour Allery, Molliens-Dreuil, Namps-Mesnil, Oresmaux, Plachy-Buyon et Quevauvillers ;

- 1 délégué ou son suppléant pour les autres communes.
Au terme des élections municipales de 2020, le conseil communautaire restructuré a réélu le 10 juillet 2020 son président, Alain Desfosses, maire de Fresnoy-au-Val, ainsi que ses 15 vice-présidents, qui sont, pour la mandature 2020-2026 : 
1. Isabelle de Waziers, maire de Lignières-en-Vimeu, présidente de l'ex-Communauté de communes de la Région d'Oisemont (ex-canton d'Oisemont)
2. Rose-France Delaire, maire de Poix-de-Picardie (ex-canton de Poix-de-Picardie) ;
3. Pascal Bohin, maire de Conty (ex-canton de Conty) ;
4. Jannick Lefeuvre, maire de Lafresguimont-Saint-Martin  (ex-canton de Hornoy-le-Bourg) ;
5. Jean-Jacques Stoter, maire de Briquemesnil-Floxicourt (ex-canton de Molliens-Dreuil) ;
6. Xavier Langlet, maire de Vergies (ex-canton d'Oisemont)  ;
7. Pierre Robitaille, maire de Caulières (ex-canton de Poix de Picardie) ;
8. Jean-Luc Huyon, maire de Plachy-Buyon ;
9. François Thiverny, maire de Beaucamps-le-Vieux (ex-canton de Hornoy-le-Bourg) ;
10. Thierry Hébert,  maire d’Avelesges (ex-Canton de Molliens-Dreuil) ;
11. Amaury Caulier, maire de Oisemont ;
12. Michèle Stamper, élue de Lignières-Châtelain ;
13. Catherine D’Hoine, maire de Namps-Maisnil ;
14. James Froidure, maire d’Hornoy-le-Bourg (ex-canton de Hornoy-le-Bourg)
15. Albert Noblesse, maire d'Airaines.

### Liste des présidents
| Période       | Période                       | Identité        | Étiquette | Qualité |
| ------------- | ----------------------------- | --------------- | --------- | --- |
| janvier 2017, | En cours (au 13 juillet 2020) | Alain Desfosses | DVD       | Agriculteur Maire de Fresnoy-au-Val (1999 → ) Président de l'ex-CC du Sud-Ouest Amiénois (2008 → 2016) Réélu pour le mandat 2020-2026 |

### Compétences
L'intercommunalité exerce les compétences que lui ont transférées les communes membres, conformément aux dispositions du code général des collectivités territoriales. Il s'agit, aux termes de ses statuts, de : 
- Aménagement de l'espace : schéma de cohérence territoriale (SCoT) ; plan local d'urbanisme (PLU) et documents d'urbanisme de même nature ;
- Actions de développement économique : zones d'activité ; politique locale du commerce et soutien aux activités commerciales d'intérêt communautaire ; promotion du tourisme ;
- Gestion des milieux aquatiques et prévention des inondations (GEMAPI) ;
- Aires d'accueil des gens du voyage ;
- Collecte et traitement des déchets des ménages et déchets assimilés ;
- Protection et mise en valeur de l'environnement, le cas échéant dans le cadre de schémas départementaux et soutien aux actions de maîtrise de la demande d'énergie ;
- Politique du logement et du cadre de vie ;
- Équipements culturels et sportifs d'intérêt communautaire et équipements de l'enseignement préélémentaire et élémentaire d'intérêt communautaire ;
- Action sociale d'intérêt communautaire ;
- Aménagement et entretien de la voirie reconnue d'intérêt communautaire ;
- Mobilité : Élaboration en lien avec le Pôle Métropolitain d'un Plan de Mobilité Rurale ; Par délégation de la Région, mise en place sur l'ensemble du territoire de la CC2S0 de transport à la demande (TAD) et organisation du transport scolaire. Le transport touristique est une activité permettant d'équilibrer financièrement le coût du transport à la demande ;
- Petite enfance, enfance, jeunesse : structures d'accueils publiques de la petite enfance multi-accueil, halte-garderie itinérante, relais d'assistantes maternelles et lieux d'accueils enfants-parents, et aide financière aux structures associatives œuvrant dans ces domaines ; Mise en œuvre d'actions en faveur de la jeunesse ; Coordination des activités en faveur de l'enfance et la jeunesse du territoire en lien avec les partenaires éducatifs ; accueils collectifs de mineurs du territoire et  centres d'animations jeunesse pendant les périodes extra-scolaires ; équipements communautaires liés à cette compétence et soutien au secteur associatif oeuvrant dans le domaine de la jeunesse ;
- Assainissement non collectif : Service Public d'Assainissement Non Collectif (SPANC).

### Budget et fiscalité
La communauté de communes est un établissement public de coopération intercommunale à fiscalité propre.
Afin d'assurer ses compétences, la communauté de communes perçoit une fiscalité additionnelle aux impôts locaux perçus par les communes, avec une fiscalité professionnelle de zone et une fiscalité sur les éoliennes.

### Effectifs
La nouvelle structure compte à sa création environ 850 agents, issus des anciennes intercommunalités.

## Réalisations et projets
Conformément aux dispositions légales, une communauté de communes a pour objet d'associer des « communes au sein d'un espace de solidarité, en vue de l'élaboration d'un projet commun de développement et d'aménagement de l'espace ».
- La Communauté de communes Somme Sud-Ouest a pris en charge la compétence scolaire que toutes ses anciennes composantes ne géraient pas. Ainsi, avec les financements correspondants, elle organise le service de transport à la demande, TISOA, et un service de car de tourisme[12].

- Elle a ouvert au public en avril 2017, sur la ZAC de la Mine d'or, le centre aquatique intercommunal Aquasoa, dont la construction avait été lancée en 2016 par la Communauté de communes du Sud-Ouest Amiénois.

- Elle poursuit l'aménagement de la zone d'activités intercommunale de la Mine d'or, située à proximité de l'échangeur de l'autoroute A29, sur le territoire des communes de Croixrault et Thieulloy l'Abbaye. Le logisticien JJA y a ouvert en 2022 un vaste site logistique. Le complexe multi-loisirs Picardia Game Parks a ouvert à son tour, au printemps 2023, offrant notamment des installations de karting, bowling et mur d'escalade[19]. Est prévue, la construction d'un hôtel d'entreprise Totem vert.

- En 2022, les 175 éoliennes installées sur le territoire (+ 65 autorisées et 35 en instruction) rapportent annuellement un revenu de 1 128 695 € à la collectivité[20].